# Leto Regio
La Leto Regio è una struttura geologica della superficie di Febe.